# Мэйс, Лайл
Лайл Мэйс, Мейс (англ. Lyle David Mays; 27 ноября 1953, Уосоки, штат Висконсин – 10 февраля 2020, Сими-Валли, штат Калифорния; по другим сведениям умер в Лос-Анджелесе) — американский пианист и композитор, со-основатель и бессменный участник группы Пата Метини. Обладатель 11 премий Грэмми.

## Очерк биографии и творчества
Родился в семье музыкантов-любителей (мать — банковская служащая, отец — водитель грузовика). Учился в государственном университете штата Висконсин, позднее — в государственном университете Северного Техаса (не окончил, отправившись в 1975 году на гастроли в качестве пианиста биг-бенда Вуди Германа).
В 1974 году на джазовом фестивале в г. Уичито (Канзас) познакомился с Патом Метини и вскоре подружился с ним. Совместно с Метини в 1977 году основал инструментальный ансамбль Pat Metheny Group, гастролировал с ним по всему миру (в 1987 г. единственный раз — в России) и записывался в его составе до 2005. Первый сольный альбом Мэйс записал в 1986 году, последний сольный альбом («Eberhard», 2021) посвящён немецкому джазовому басисту Эберхарду Веберу, с которым Мэйс неоднократно вместе играл; за одноимённую композицию с этого альбома Мэйс удостоен посмертно премии Грэмми (2022).
На протяжении жизни Мэйс работал также в качестве сессионного музыканта. Он участвовал (совместно с П. Метени, Дж. Пасториусом, М. Брекером) в знаменитом гастрольном турне Shadows and Light Джони Митчелл (сохранилась видеозапись концерта музыкантов в Санта-Барбаре, Калифорния; 09.1979). Мэйс также принимал участие на американских и европейских международных джазовых фестивалях, в том числе на Джазовом фестивале в Монтрё (1987, 2010). Завершил публичные выступления в 2011 году.
В исполнительской практике органично сочитал академическое фортепиано и синтезаторы, одним из первых в мире стал широко использовать их многоголосные модели (любимый синтезатор Мэйса — Оберхайм, играл также на Prophet-5, Roland JX-10, Korg DW8000< и других). Стиль оригинальных композиций Мэйса не укладывается ни в джазовое, ни в академическое русло, но соединяет стилевые элементы разных видов и жанров. Разлитая статика композиций Мэйса отдалённо напоминает колористические зарисовки импрессионистов XX века. С технической точки зрения такой «драматургии» способствует отказ от альтерированной «джазовой» аккордики и банального блюзового квадрата, использование протяжённых органных пунктов, репетитивная техника минимализма (остинатные ритмоформулы и мелодические формулы). Пример стиля и эстетики Мэйса — 20-минутная сюита «As falls Wichita, so falls Wichita Falls» с одноимённого альбома (ECM, 1981).